# Mistral (ПЗРК)
Mistral — це сучасний зенітно-ракетний комплекс для ураження гелікоптерів та літаків. Розроблений у Франції, 1987 року прийнятий на озброєння сухопутних військ Франції. 2000 року розроблено модернізований зразок — Mistral 2.

## Опис
Mistral доступний як у портативному варіанті (ПЗРК), так і для використання на стартових платформах для транспортних засобів, кораблів і вертольотів. Він має радіус дії до 6 км, призначений для захисту від літаків і гелікоптерів, що літають відносно низько.

## Варіанти

### Наземні системи
- MANPADS: Базова ракета Mistral, що використовується з переносною пусковою установкою, керована вручну.
- ALAMO: Ракетна установка Mistral з одинарною ракетою, що використовується на легких транспортних засобах, з ручним керуванням.
- ALBI: Система кріплення з 2 ракетами Mistral. Використовується на колісній або легкоброньованій техніці з ручним керуванням.
- ATLAS: Покращене наземне або транспортне кріплення з 2 ракетами Mistral з ручним керуванням.
- ATLAS RC: Подальший розвиток системи ATLAS з дистанційним керуванням.
- ASPIC: Кріплення для легкого автомобіля з 4 ракетами Mistral, з дистанційним керуванням.
- MPCV: Турель для легкої машини з 4 ракетами Mistral та одиночною гарматою або великокаліберним кулеметом, автоматичним керуванням вогнем із системою EO.
- PAMELA: Ракетна установка Mistral з однією ракетою, що використовується на вантажівках VLRA або Renault TRM 2000, з ручним керуванням.
- SANTAL: Турель для бронетехніки з 6 ракетами Mistral, автоматичним керуванням вогнем з пошуковою РЛС.

### Корабельні системи
- SIMBAD: Ракетна установка Mistral з 2 ракетами з ручним керуванням.
- SIMBAD RC: Модифікація штатної системи SIMBAD з дистанційним керуванням.
- TETRAL: Система кріплення з 4 ракетами Mistral, автоматичне керування вогнем із системою FCR або EO.
- SADRAL: Установка з 6 ракетами Mistral, автоматичним керуванням вогнем із системою FCR або EO.
- SIGMA: Комбінація 25 або 30 мм автоматичних гармат і 3 ракет Mistral, автоматичне керування вогнем із системою FCR або EO.
- SAKO M85 Mistral: Морська вежа з 6 ракетами Mistral на базі фінської ZU-23-2, дистанційно керована.

### Авіаційні системи
- ATAM: Вертолітна версія використовувалася як зброя повітря-повітря з 2 ракетами на кожному модулі.

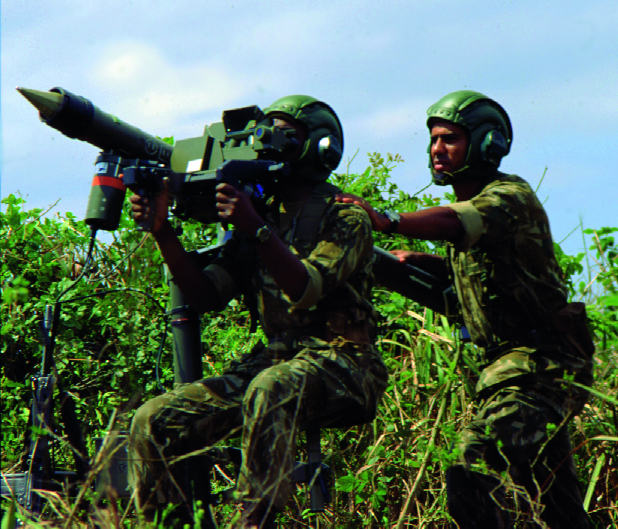
Mistral MANPADS
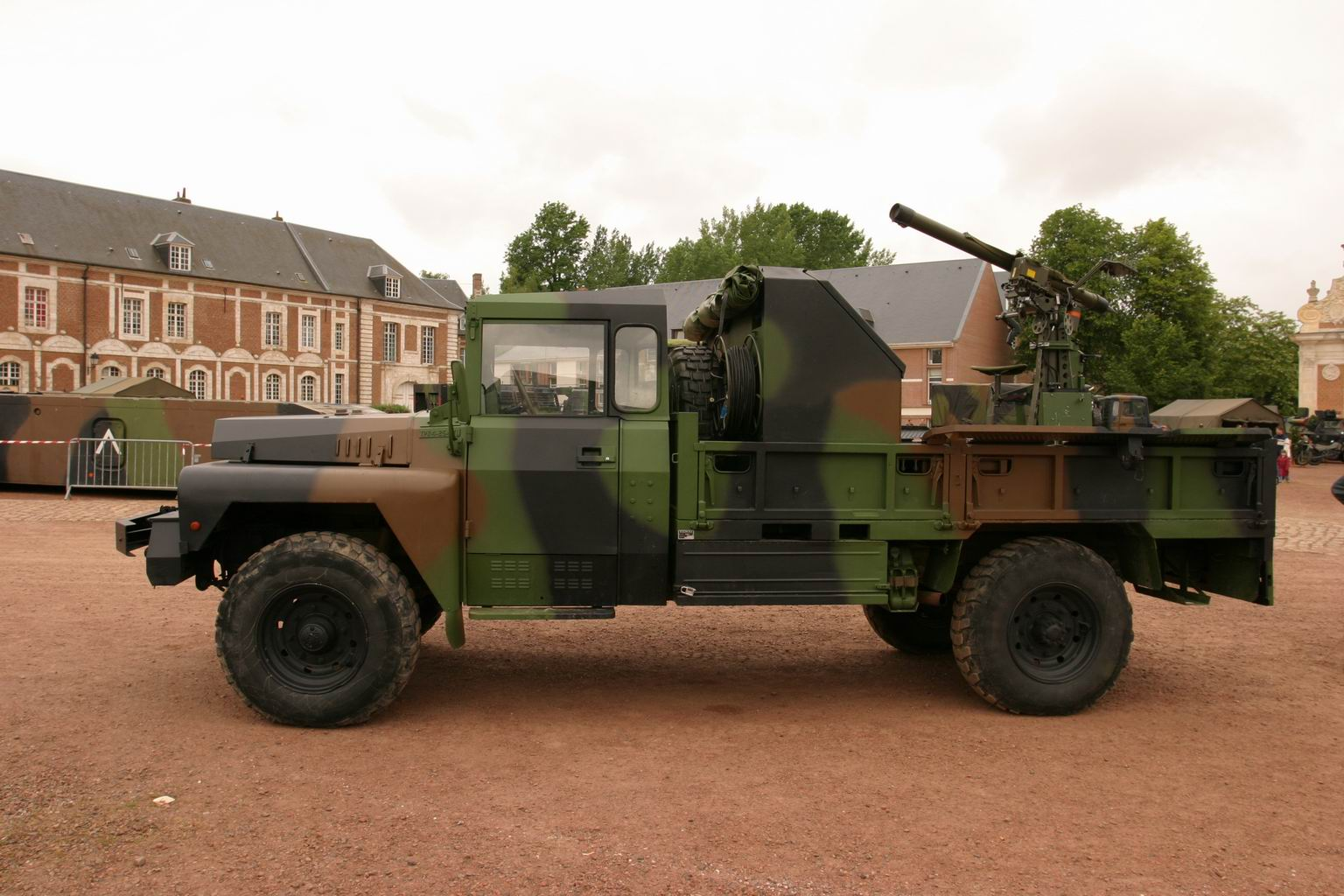
система PAMELA
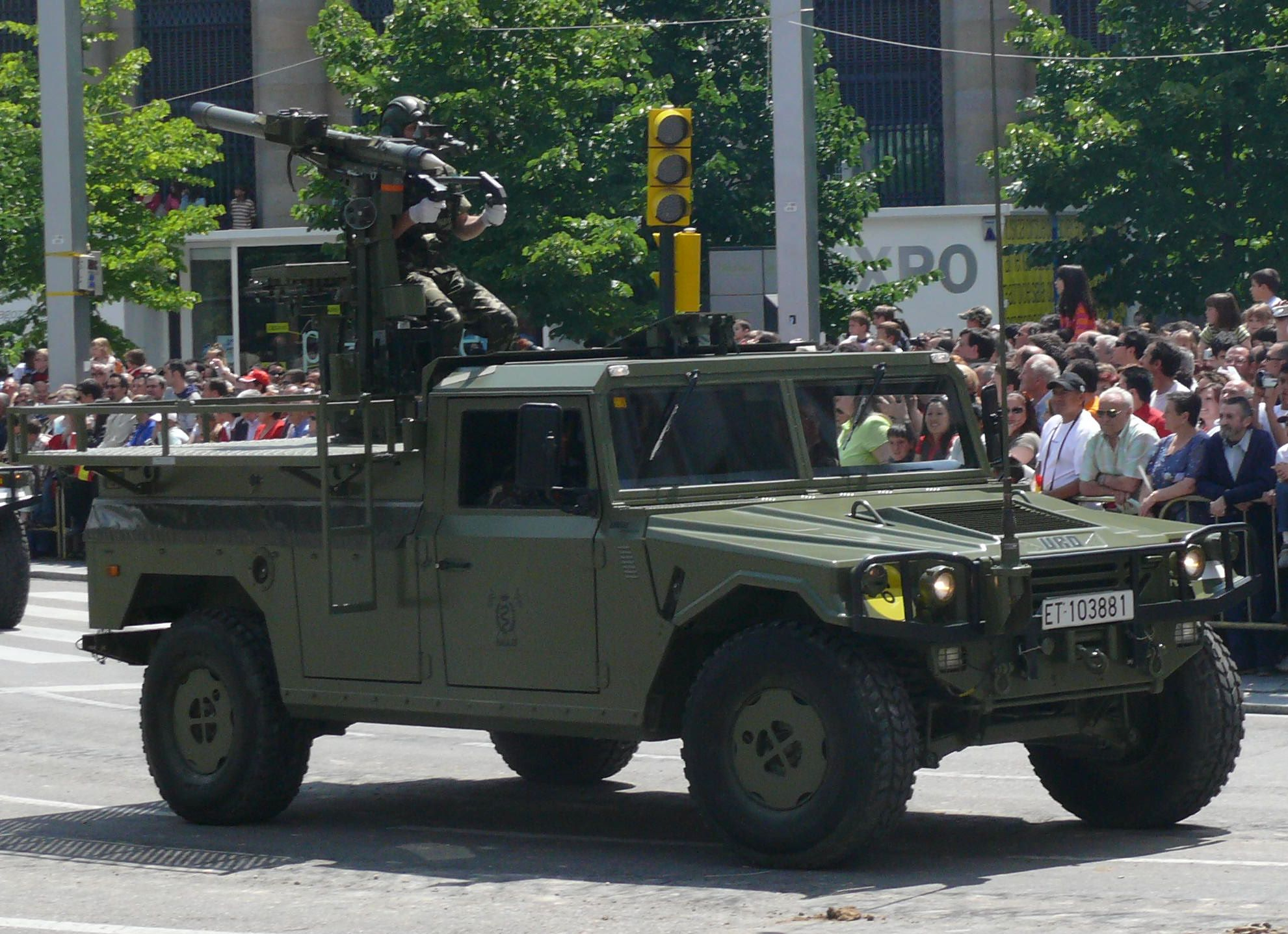
система ALAMO
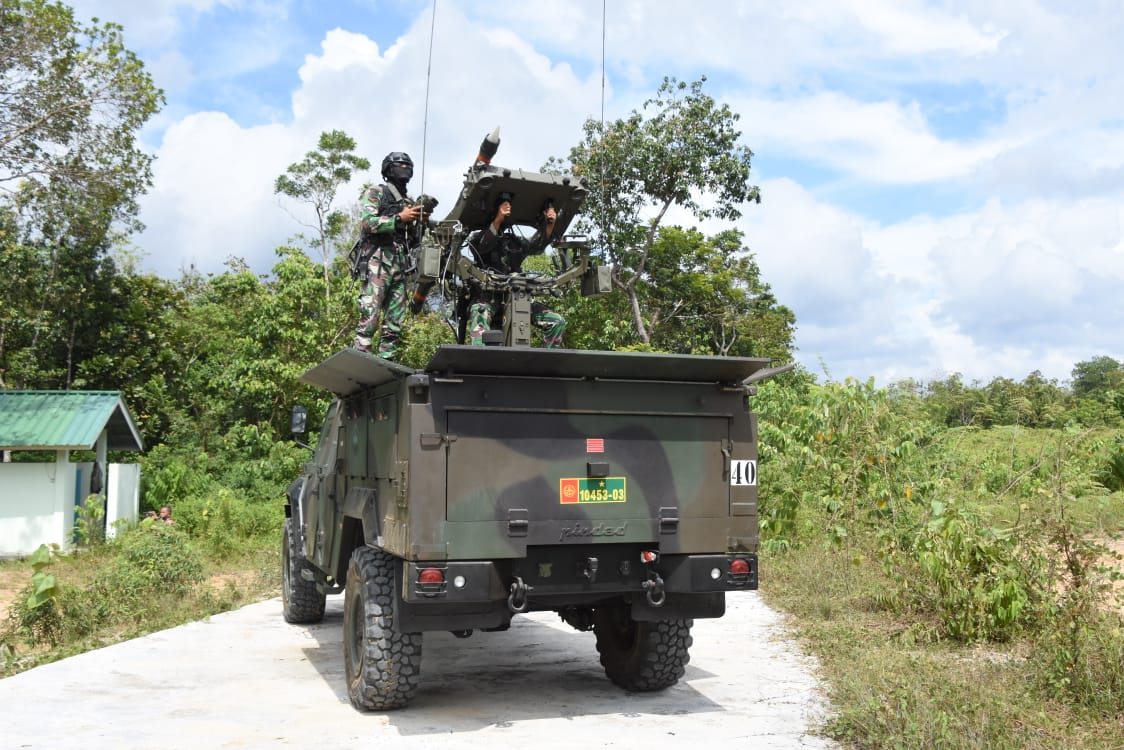
система ATLAS
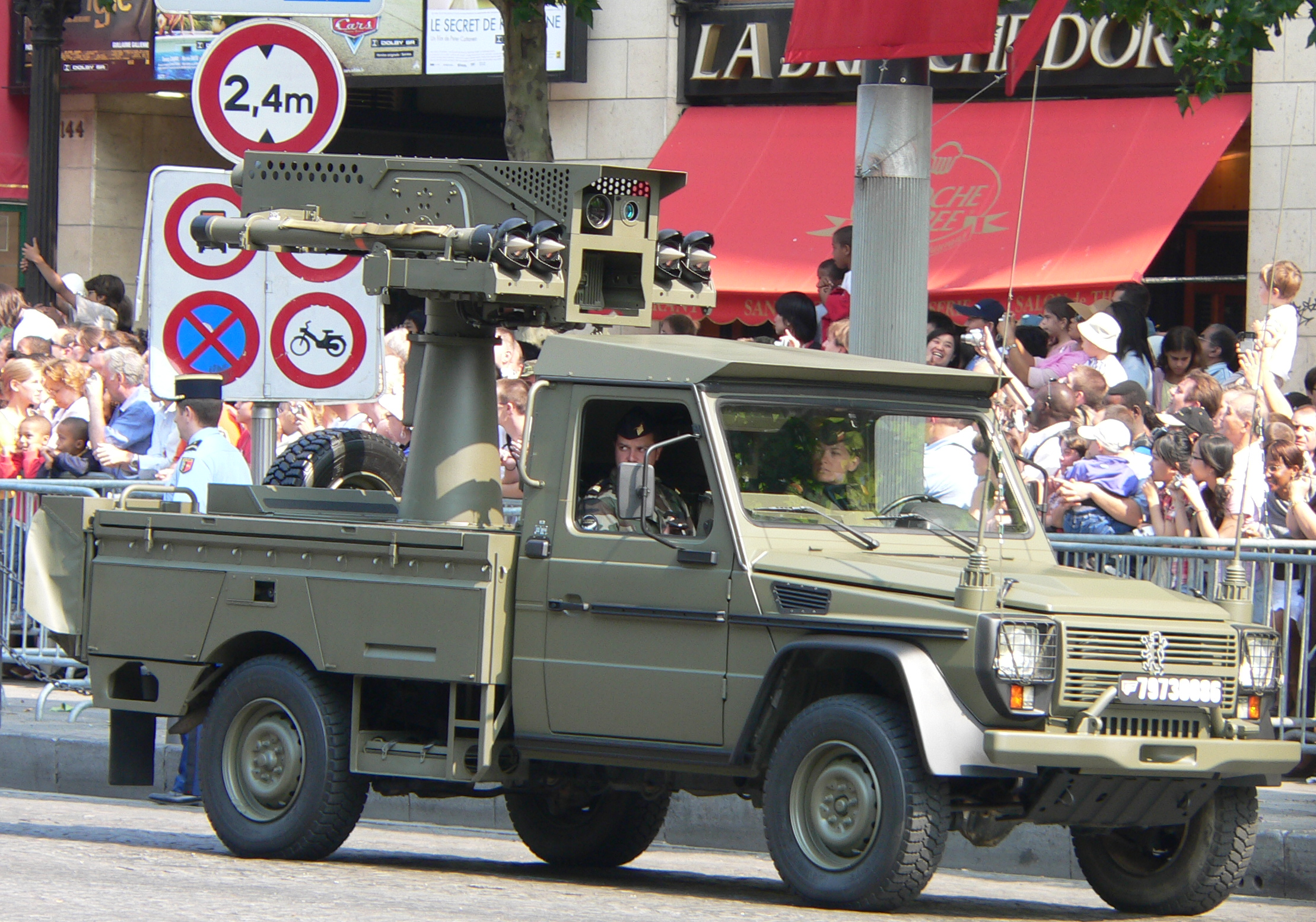
система ASPIC
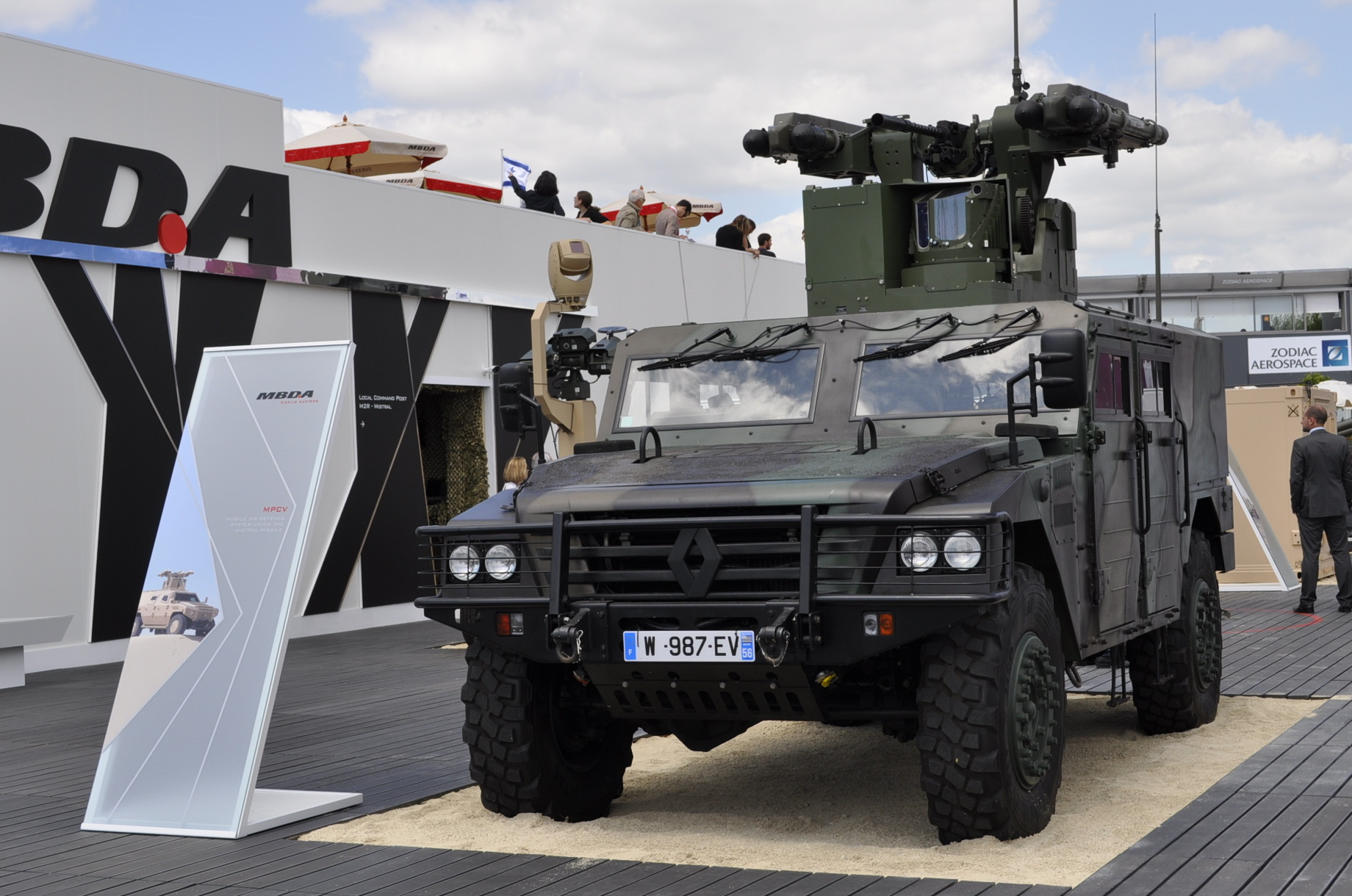
система MPCV
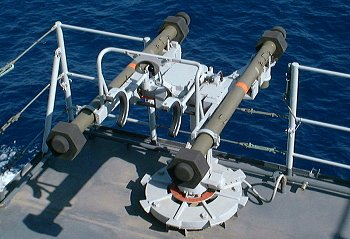
система SIMBAD
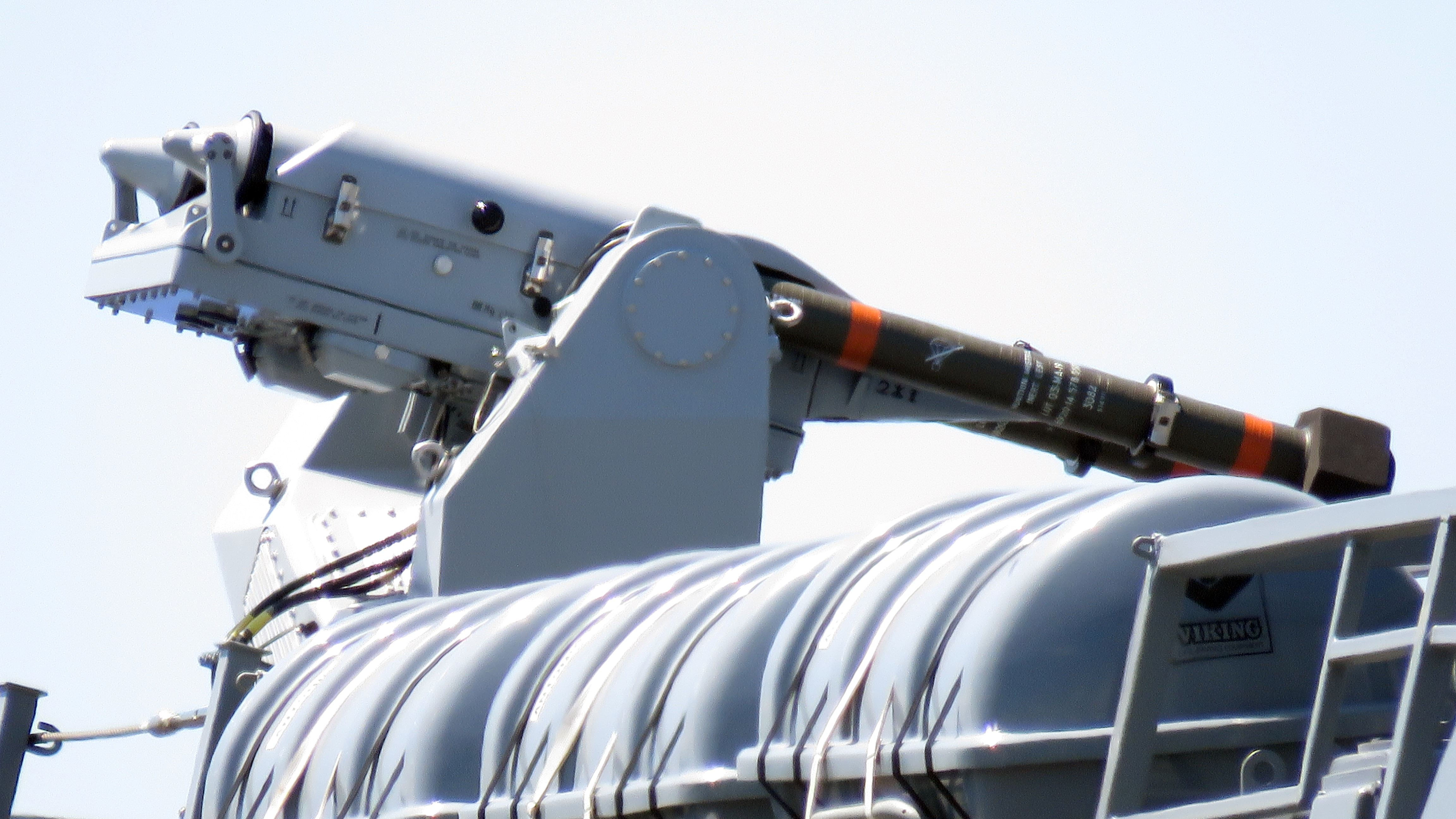
система SIMBAD RC
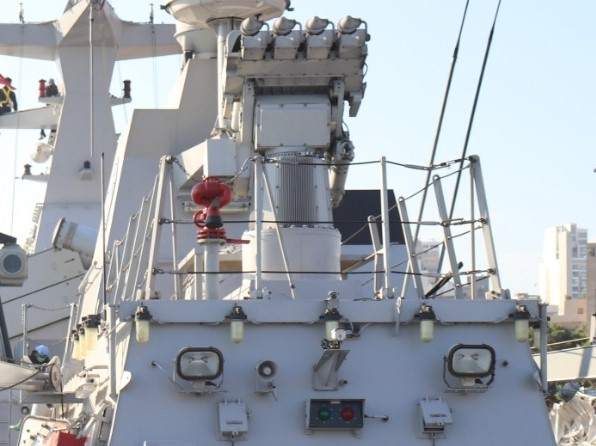
система TETRAL
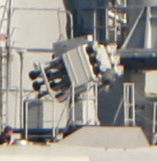
система SADRAL
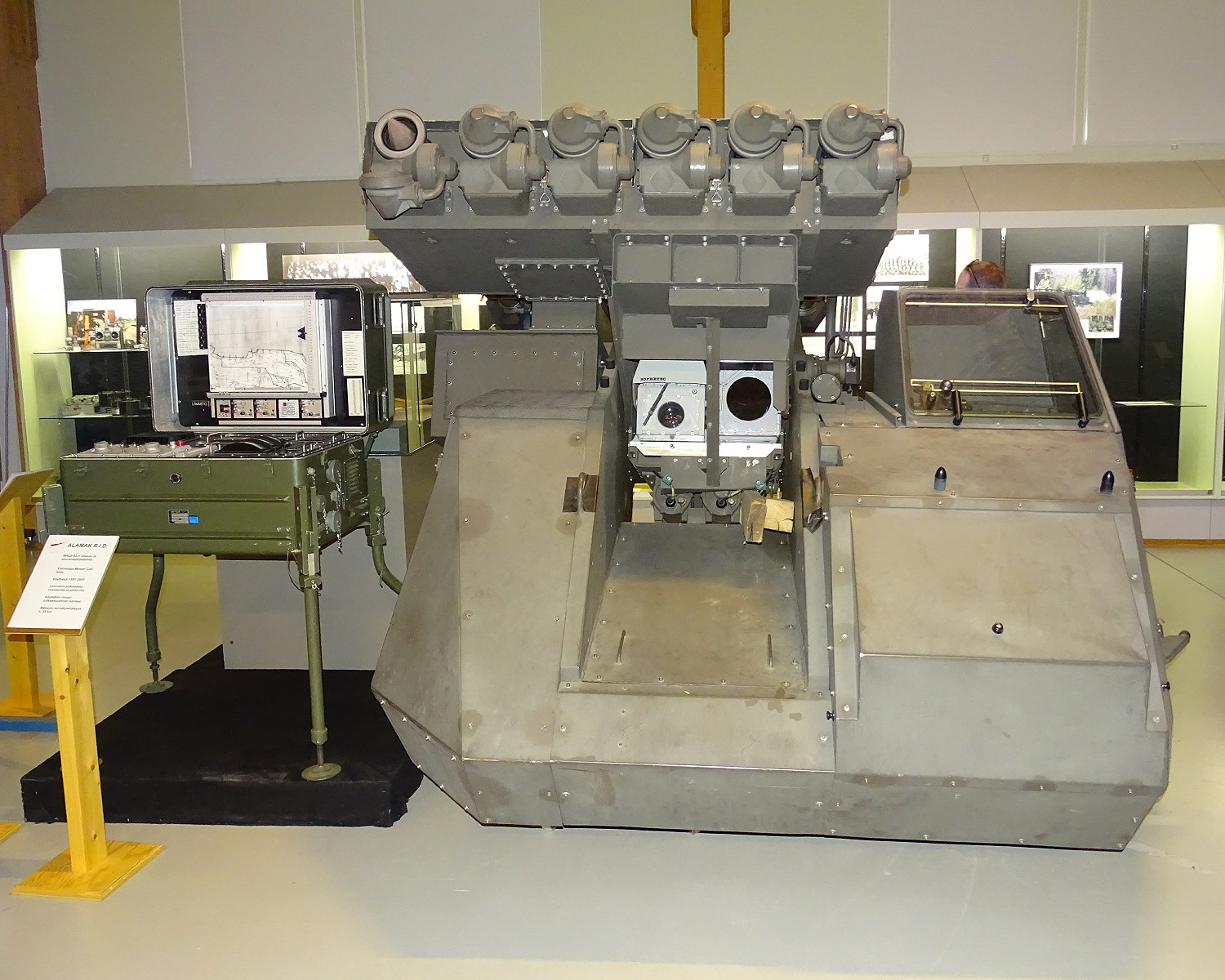
система SAKO M85 Mistral
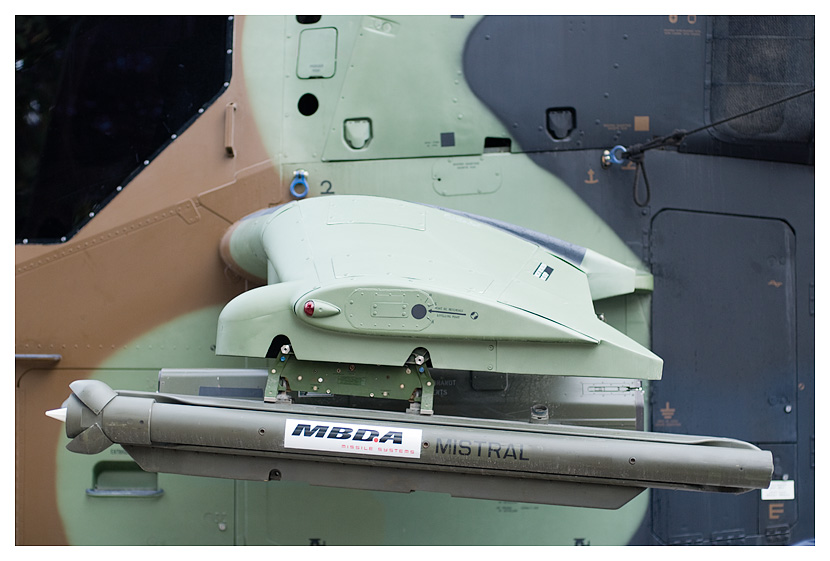
система ATAM

## Бойове застосування

### Російсько-українська війна
У квітні 2022 року, на фоні повномасштабного вторгнення військ РФ до України, Норвегія надала Україні близько 100 комплексів Mistral, після чого в ЗСУ почали створювати вогневі мобільні групи протиповітряної оборони на автомобілях типу «пікап». Ці комплекси також мала на озброєнні 3-тя окрема танкова бригада ЗСУ.
Прем'єр-міністр Норвегії Йонас Гар Стьоре пояснив, що це перша партія, після якої буде передано додатковий комплект техніки. Цю техніку вже планувалося замінити на інше озброєння, тож жодного впливу на обороноздатність Норвегії така передача мати не могла.

## Оператори

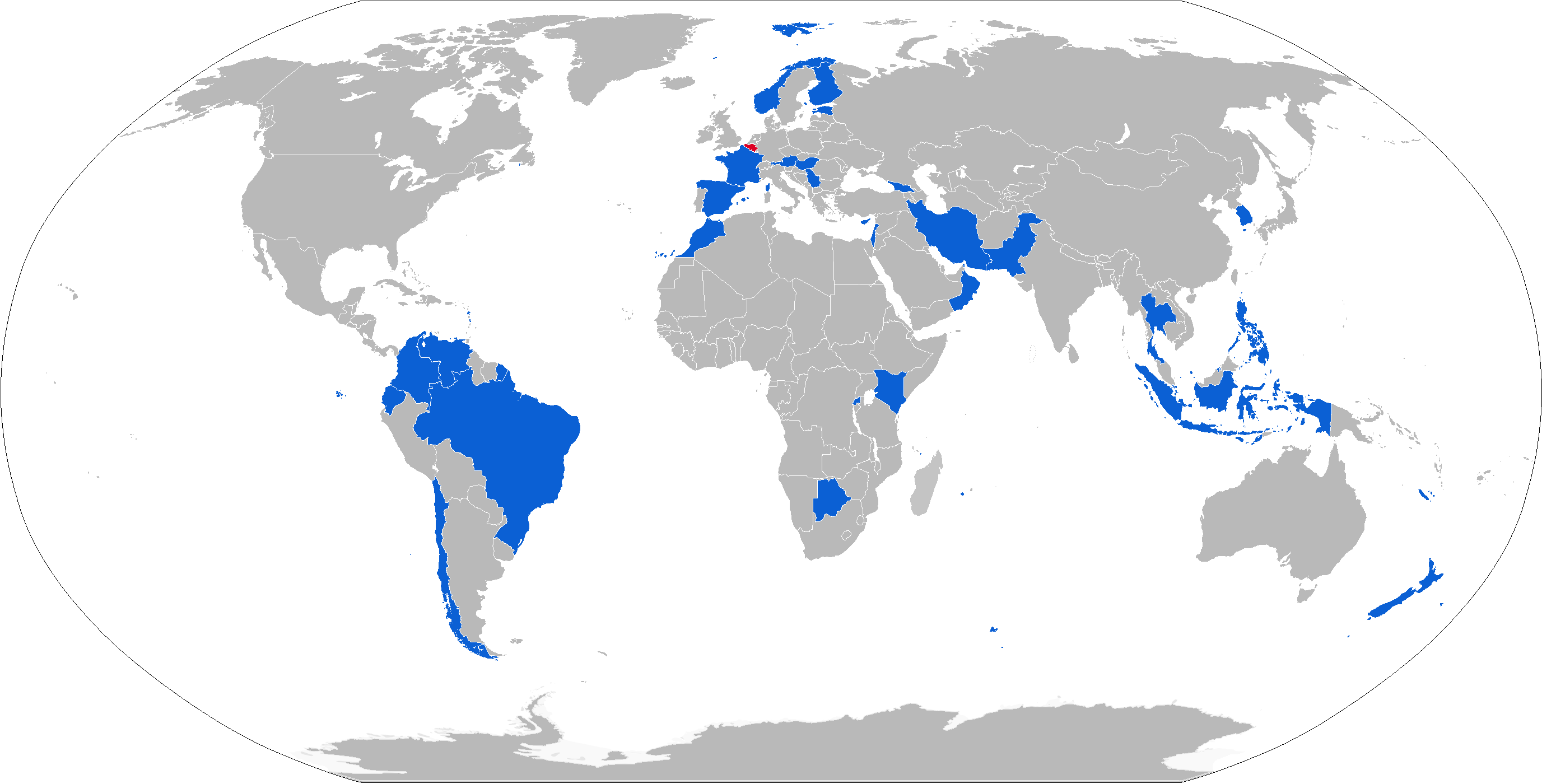
Карта операторів Mistral (синій колір)

- Австрія
- Ботсвана[4]
- Бразилія
- Бруней
- Чилі
- Колумбія
- Кіпр[5]
- Еквадор
- Естонія[6]
- Франція[7]
- Грузія[8]
- Угорщина[9]
- Індонезія
- Індія (авіаційний варіант)
- Кенія
- Ліван
- Мароко
- Оман[10]
- Пакистан
- Філіппіни[11]
- Руанда
- Сербія[12]
- Сінгапур
- Південна Корея
- Іспанія[13]
- Таїланд
- Україна[14]
- Венесуела

### Україна
У квітні 2022 року повідомлено про намір Норвегії передати Україні близько 100 комплексів Mistral. Щоправда, з повідомлення не зрозуміло, чи мова йде саме про кількість пускових установок, чи це загальне число переданих зенітних ракет разом з пусковими установками.